# Société d'études syriaques
La Société d'études syriaques, association loi de 1901, a été fondée à Paris en mars 2004. Son activité porte sur les chrétientés orientales de langue syriaque. La vocation de la société est de nature scientifique et académique. Elle regroupe en son sein des membres éminents, spécialistes des études chrétiennes orientales et sémitiques. De ce fait et par les publications issues de ses tables rondes, la Société est devenue une source de référence internationale dans le domaine des études syriaques.
Son but est de promouvoir les études syriaques, les échanges et la circulation de l'information entre les sociétaires.
La Société d'études syriaques organise deux réunions annuelles : 
1. L'assemblée générale
2. Une table ronde qui s'étend sur une journée. Les tables-rondes donnent lieu à des publications.

## Publications
- La collection « Études syriaques » regroupe des études thématiques objets des tables-rondes[4].
- La collection des Cahiers d'études syriaques est destinée à publier les actes de colloques autres que ceux des tables-rondes[5].